# رویت (راینلاند-فالتس)
رویت (به آلمانی: Reuth) یک منطقهٔ مسکونی در آلمان است که در فولکانایفل واقع شده‌است. رویت ۲۱۸ نفر جمعیت دارد.